# Manchester United Football Club 1972-1973
Questa voce raccoglie le informazioni riguardanti il Manchester United Football Club nelle competizioni ufficiali della stagione 1972-1973.

## Stagione
Con lo spogliatoio spaccato fra la vecchia guardia e i nuovi giocatori acquistati dall'allenatore Frank O'Farrell, il Manchester United ebbe un inizio di stagione disastroso uscendo nelle fasi iniziali dalle coppe e piombando immediatamente sul fondo della classifica con cinque sconfitte e quattro pareggi nelle prime nove gare. Dopo un primo tentativo di esonerarlo a ottobre per sostituirlo con Joe Mercer, O'Farrell venne sollevato dal proprio incarico il 19 dicembre, in seguito a una sconfitta per 5-0 contro i diretti rivali nella lotta per non retrocedere del Crystal Palace. Contemporaneamente, George Best annunciò il suo ritiro dal calcio giocato dopo essere stato messo fuori rosa in seguito ai suoi atteggiamenti poco professionali e inserito nella lista dei trasferimenti per un valore di 300 000 sterline; il giocatore venne successivamente reintegrato il 27 aprile, alla vigilia dell'incontro conclusivo della stagione.
In sostituzione di O'Farrell, venne ingaggiato il commissario tecnico della nazionale scozzese Tommy Docherty, il quale non riuscì a porre fine alle crisi di risultati della squadra fino al mese di marzo, quando i Red Devils diedero il via a una serie di risultati utili consecutivi che permise loro di raggiungere la salvezza con tre turni di anticipo.

## Maglie
Il fornitore tecnico della stagione 1972-1973 è Umbro. Per la prima volta nella storia della società, viene inserito sulle maglie lo stemma societario.
| Casa | Trasferta | Terza |

## Rosa
| N. |                             | Ruolo | Calciatore       |
| -- | --------------------------- | ----- | ---------------- |
|    | Inghilterra (bandiera)      | P     | Jimmy Rimmer     |
|    | Inghilterra (bandiera)      | P     | Alex Stepney     |
|    | Scozia (bandiera)           | D     | Martin Buchan    |
|    | Scozia (bandiera)           | D     | Ian Donald       |
|    | Irlanda (bandiera)          | D     | Tony Dunne       |
|    | Inghilterra (bandiera)      | D     | Paul Edwards     |
|    | Scozia (bandiera)           | D     | Alex Forsyth     |
|    | Scozia (bandiera)           | D     | Jim Holton       |
|    | Inghilterra (bandiera)      | D     | Steven James     |
|    | Inghilterra (bandiera)      | D     | Tommy O'Neill    |
|    | Inghilterra (bandiera)      | D     | David Sadler     |
|    | Inghilterra (bandiera)      | D     | Arnie Sidebottom |
|    | Scozia (bandiera)           | D     | Willie Watson    |
|    | Inghilterra (bandiera)      | D     | Tony Young       |
|    | Irlanda del Nord (bandiera) | C     | George Best      |

| N. |                             | Ruolo | Calciatore       |
| -- | --------------------------- | ----- | ---------------- |
|    | Inghilterra (bandiera)      | C     | Bobby Charlton   |
|    | Scozia (bandiera)           | C     | John Fitzpartick |
|    | Scozia (bandiera)           | C     | George Graham    |
|    | Irlanda del Nord (bandiera) | C     | Sammy McIlroy    |
|    | Irlanda (bandiera)          | C     | Mick Martin      |
|    | Irlanda del Nord (bandiera) | A     | Trevor Anderson  |
|    | Galles (bandiera)           | A     | Wyn Davies       |
|    | Inghilterra (bandiera)      | A     | Peter Fletcher   |
|    | Inghilterra (bandiera)      | A     | Brian Kidd       |
|    | Scozia (bandiera)           | A     | Denis Law        |
|    | Scozia (bandiera)           | A     | Lou Macari       |
|    | Scozia (bandiera)           | A     | Ted MacDougall   |
|    | Scozia (bandiera)           | A     | Willie Morgan    |
|    | Inghilterra (bandiera)      | A     | Ian Storey-Moore |

## Statistiche

### Andamento in campionato
Luogo, risultato e posizione seguono l'ordine ufficiale delle giornate.
| Giornata  | 1  | 2  | 3  | 4  | 5  | 6  | 7  | 8  | 9  | 10 | 11 | 12 | 13 | 14 | 15 | 16 | 17 | 18 | 19 | 20 | 21 | 22 | 23 | 24 | 25 | 26 | 27 | 28 | 29 | 30 | 31 | 32 | 33 | 34 | 35 | 36 | 37 | 38 | 39 | 40 | 41 | 42 |
| --------- | -- | -- | -- | -- | -- | -- | -- | -- | -- | -- | -- | -- | -- | -- | -- | -- | -- | -- | -- | -- | -- | -- | -- | -- | -- | -- | -- | -- | -- | -- | -- | -- | -- | -- | -- | -- | -- | -- | -- | -- | -- | -- |
| Luogo     | C  | T  | T  | C  | C  | C  | T  | C  | T  | C  | T  | T  | C  | T  | C  | T  | C  | T  | C  | T  | C  | T  | C  | T  | T  | T  | C  | T  | C  | T  | C  | C  | T  | C  | T  | T  | C  | C  | T  | C  | C  | T  |
| Risultato | P  | P  | P  | N  | N  | N  | N  | P  | P  | V  | P  | N  | V  | P  | P  | N  | V  | P  | V  | V  | P  | P  | N  | P  | N  | P  | P  | N  | V  | P  | V  | V  | P  | V  | N  | V  | V  | N  | V  | N  | P  | P  |
| Posizione | 18 | 20 | 22 | 22 | 21 | 21 | 21 | 22 | 22 | 20 | 22 | 22 | 20 | 21 | 21 | 22 | 20 | 22 | 19 | 18 | 21 | 22 | 21 | 22 | 22 | 22 | 22 | 22 | 22 | 22 | 22 | 19 | 19 | 18 | 18 | 18 | 17 | 15 | 13 | 14 | 16 | 18 |

Fonte:  Premier League 1972/1973 » Schedule, su worldfootball.net.
Legenda:

Luogo: C = Casa; T = Trasferta. Risultato: V = Vittoria; N = Pareggio; P = Sconfitta.